# BCG

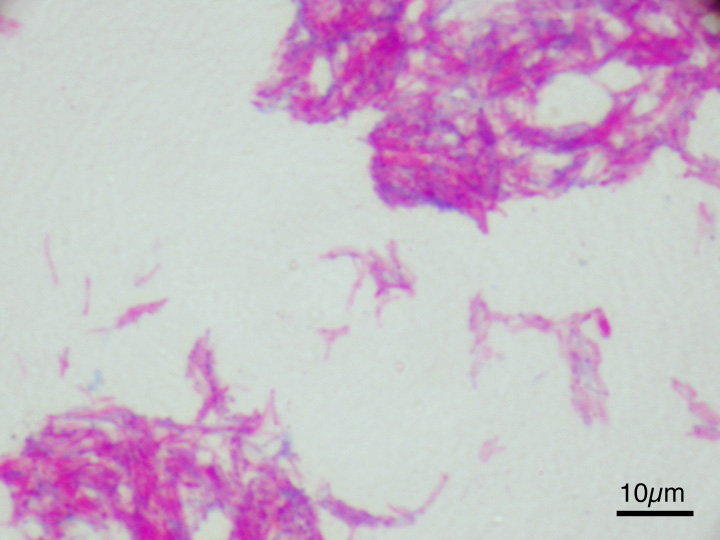
BCGの顕微鏡写真（チールニールセン染色）

BCG（仏: Bacille de Calmette et Guérin の略、カルメット・ゲラン桿菌）とは、ウシ型結核菌（英語: Mycobacterium bovis）の実験室培養を繰り返して作製された細菌、およびそれを利用した結核に対する生ワクチン（BCGワクチン）のこと。本来は前者にあたる細菌そのものを指す語であったが、一般社会や医学分野では後者を単に「BCG」と呼ぶことが多い。以下、本項では前者を「BCG」、後者を「BCGワクチン」と表記する。
BCGは、実験室で長期間培養を繰り返すうちにヒトに対する毒性が失われて抗原性だけが残った結核菌であり、BCGワクチンはBCGを人為的にヒトに接種して感染させることで、結核に罹患することなく結核菌に対する免疫を獲得させる（メモリーT細胞に記憶）ことを目的としたものである。
BCGワクチンは、2015年現在実用化されている唯一の、結核の予防に有効なワクチンである。乳幼児結核の予防や重症化の予防の効果が広く認められている（80%程度の有効性、70%程度の有効性）が、成人結核に対する効果は調査地域などによるばらつきが大きいため（0 - 80%、総合すると50%程度）、BCGワクチン接種を実施するかどうかについては、国ごとに判断が分かれている。
また、ハンセン病など他の抗酸菌感染症に対する予防効果も認められている。極めて稀ではあるが、偶然結核菌が皮膚に感染し、BCGワクチンと同様の効果を発揮することがある。これを皮膚初感染病巣と呼び、皮膚結核の一つに挙げられる。

## 適応
- 結核予防、結核菌と類縁のらい菌が原因となるハンセン病に対しても、20–80%の予防効果を示す[3]。この他の抗酸菌感染症の予防にも有効な場合がある。
- 膀胱癌 - BCG療法（生理食塩水で希釈して、尿道カテーテルで膀胱内に注入）[6]

### 結核予防
弱毒生菌ワクチン（生ワクチン）には、他のタイプのワクチン（死菌ワクチンや成分ワクチン）とは異なり、
1. 弱毒性の微生物が体内に定着しうる
2. ウイルスや細胞内寄生体が実際に細胞内に感染を起こしうる

という特徴がある。このため、
1. 効果が半永久的に持続する
2. 死菌ワクチンでは誘導できない細胞性免疫（マクロファージや細胞傷害性T細胞などによる免疫。細胞内感染の排除に必要）が誘導可能である、という利点がある。結核菌は細胞内寄生体であり、特に活性化マクロファージによる細胞性免疫が感染防御に重要であることから、死菌ワクチンや成分ワクチンでは十分な免疫が得られないため、弱毒生菌ワクチンが必要である。
3. 使用菌株の差違、凍結乾燥に対する耐性の差は、最終的に獲得する免疫能の差となって現れる[7]。なお、日本株は耐高温多湿環境能力に優れている[7]。

ワクチンによる感染防止効果は接種から約10年から15年程度で減弱するが、このメモリーT細胞による免疫記憶が薄れてしまった状態から、追加免疫を記憶させるためにブーストワクチンを開発する研究が行われている。
| 菌株                                                  | 平均スコア |
| ----------------------------------------------------- | ---------- |
| モロー株（ブラジル）                                  | 4.8        |
| フランス株(1173P 2)                                   | 4.3        |
| デンマーク株(1331)                                    | 4.0        |
| ソ連株                                                | 4.0        |
| スエーデン株                                          | 3.8        |
| マドラス株（旧）（インド）                            | 3.5        |
| 日本株(Tokyo172)                                      | 3.0        |
| グラクソー株                                          | 2.0        |
| プラーグ株                                            | 1.0        |
| ※橋本達一郎,「BCG接種の現状と問題点」より引用し改変。 |            |

### ガン免疫療法
BCGや化学製剤 OK432など一部の物質は、人体の投与により、なんらかの作用で免疫細胞の腫瘍に対する免疫作用を高める効果があると考えられており、すでに膀胱ガンの標準治療としてBCG投与が行われている。

作用の機構は、おそらくは樹状細胞のToll様細胞(TLR)をBCGが活性化させるのだろうと思われている。

### アレルギー抑制効果
BCGはナチュラルキラーT細胞を活性化、IL-21産生を促進することでIgE抗体を減少させ、花粉症を始めとするアレルギーを抑制する効果があることがわかった。
このため子どもが花粉症になるのを予防するためBCGの生後早期の接種を推奨する学会もある。
ただし動物実験ではIgE抗体が減少しない個体もあり、遺伝的要因にも左右されるとみられる。

## 使用法

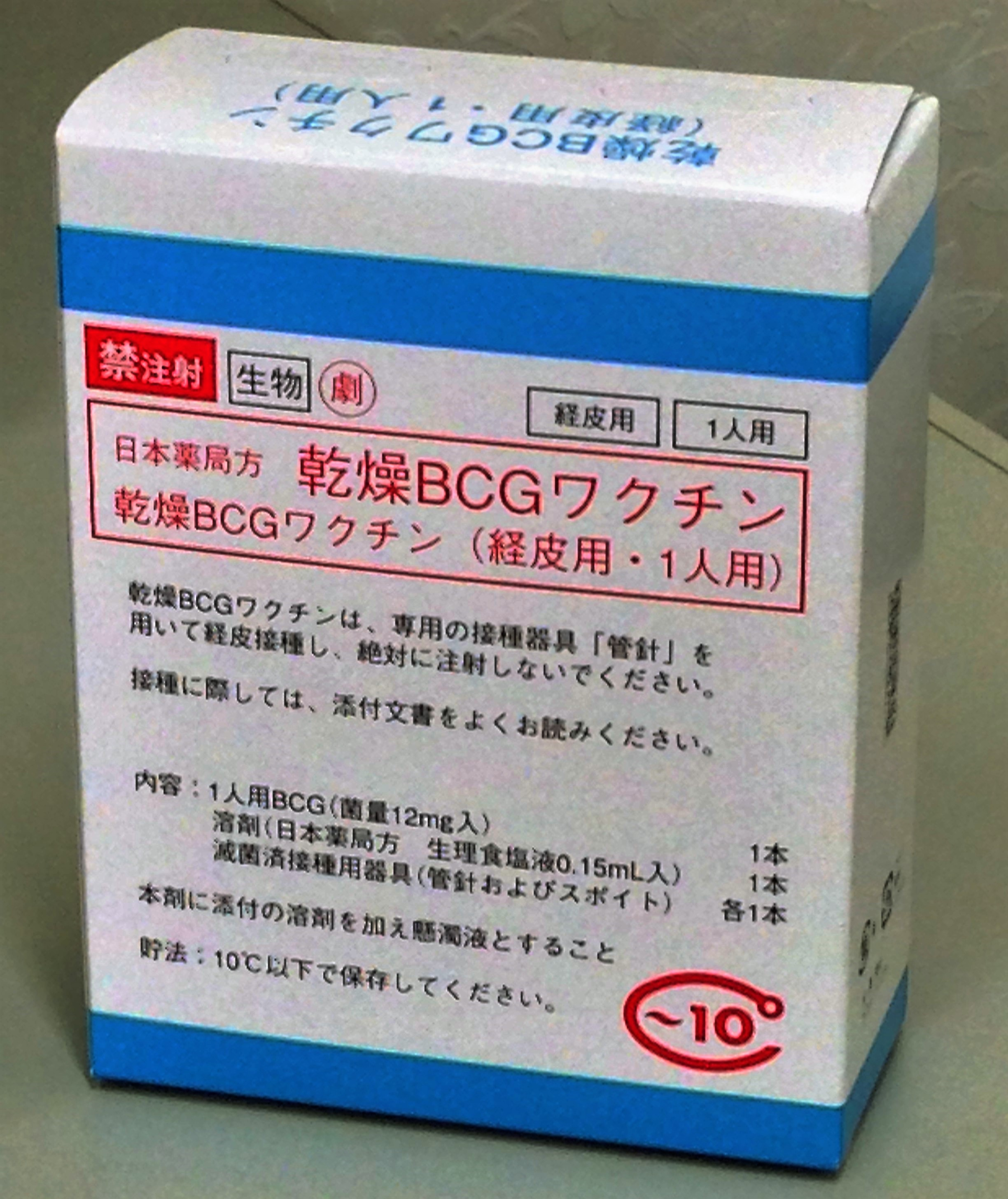
BCGのワクチン包装

当初は経口投与されていたが、1923年には効果の増大を目的として皮下注射法が行われるようになって以降、この皮下注射での副反応が問題視されてきた。これを軽減するために皮内注射法が採用され、さらに国によっては経皮接種法（皮膚に針などで小さな傷をつけ、そこから吸収させる方法）へと、投与方法は移行している。日本で使用されているBCGワクチンでは、皮下注射は認められていない。
日本では、1951年の結核予防法大改正によって凍結乾燥BCGワクチンの接種が法制化された。

### 事件
ドイツのリューベック市で、1929-1930年においてBCGワクチンを経口接種された乳児のうち251人が結核を発症し、72人が死亡する事件があった（リューベック予防接種事故）。調査の結果、リューベック市総合病院のBCG培養設備で、BCGワクチンが強毒性ヒト型結核菌Kiehl株と同じインキュベーターに置かれており、誤って強毒性ヒト型結核菌Kiehl株を乳児に投与してしまったことが判明した。BCGの毒力復帰による事故が疑われ、一時BCGワクチン接種が差し控えられる事態になったが、原因究明により再びBCGワクチンは広く接種されるようになった。責任者のDeyke教授は裁判で有罪判決を下され、後に自殺した。

## 副反応
BCG弱毒生ワクチンによる予防接種には、まれに副反応が表れることもあり、この副反応は播種性BCG感染症とも呼ばれる。
軽微な例
局所的な炎症や発熱
重篤な例
リンパ節炎、骨髄炎、結核性膿瘍、結核性潰瘍
免疫抑制状態にある者
エイズ患者では、ワクチンとして接種されたBCGによる全身感染の例が報告されている。健常者には希に皮膚結核の一つである腺病様苔癬という結核アレルギー性皮膚疾患が発症することがある。

## 各国の状況
BCGワクチンの接種体制は、国ごとに異なる。
| 地域             | BCG接種状況                      |
| ---------------- | -------------------------------- |
| アジア諸国       | 現在基本的に全員接種。           |
| オーストラリア   | 1980年半ばに全員接種停止。       |
| ニュージーランド | 1963年から段階的に全員接種停止。 |
| イスラエル       | 1982年に全員接種停止。           |
| アフリカ諸国     | 現在基本的に全員接種。           |
| 中南米諸国       | 現在基本的に全員接種。           |
| エクアドル       | 全員接種なし。                   |
| アメリカ合衆国   | 全員接種なし。                   |
| カナダ           | 全員接種なし。                   |
| 東欧諸国         | 現在基本的に全員接種。           |
| 西欧諸国         | 現在全員接種なし。               |
| スウェーデン     | 1975年に全員接種停止。           |
| デンマーク       | 1979年に全員接種停止。           |
| スペイン         | 1981年に全員接種停止。           |
| スイス           | 1987年に全員接種停止。           |
| ベルギー         | 1989年に全員接種停止             |
| オーストリア     | 1990年に全員接種停止。           |
| アイルランド     | 1996年に全員接種停止。           |
| ドイツ           | 1998年に全員接種停止。           |
| フランス         | 2004年に全員接種停止。           |
| イギリス         | 2005年に全員接種停止。           |
| フィンランド     | 2006年に全員接種停止。           |
| ノルウェー       | 2009年に全員接種停止。           |
| チェコ           | 2010年に全員接種停止。           |
| ポルトガル       | 現在基本的に全員接種。           |
| ギリシャ         | 現在基本的に全員接種。           |

- 定期予防接種：フランス、インド、ロシア、日本、大韓民国など
- ハイリスク群にのみ予防接種：ドイツ、オランダ、スウェーデンなど
- 定期予防接種としては実施せず（任意接種）：アメリカ合衆国など

BCGワクチンの有効性については開発当初から多くの試験が行われてきたが、調査ごとに結果のばらつきが大きく、その予防効果を疑問視する声も聞かれる。少なくとも、乳幼児結核と、結核性髄膜炎など血行性に広まる結核病変については阻止する効果があることは認められているが、成人に経気道感染した肺結核に対する予防効果について意見が分かれている。代表的な大規模野外調査の結果としては、イギリスでの調査報告で20年間で77%の予防効果が見られるというもの（1977年）、インドのチングルプットでの15年間の追跡調査報告で成人結核には全く予防効果が見られなかったというもの（1980年）が挙げられる。このほか比較的小規模な調査結果まで合わせると、カナダ、イギリス、ハイチなどでは有効性を支持する結果が、インド、アメリカでは有効性が低い結果がそれぞれ得られている。日本では初期に行われた小規模な調査結果からその有用性が支持されている。アメリカで1935-1938年にかけて約2800名の結核未感染者を対象とした大規模な前向き研究では、ワクチンの効力は52%と推定された。この臨床研究ではワクチンの効果は経年的な低減が認められず、統計的に1回のワクチン接種で50-60年間の有効性が持続することが示唆された（ワクチンの効果は女性より男性の方が維持される傾向にあった）。ワクチン接種の時期や種族、接種回数、既往歴、抗結核薬のINH投与履歴などはワクチンの効果には影響を及ぼさなかった。
ばらつきが大きい理由については、いくつかの理由が指摘されている。まず第一に、ワクチンに使用しているBCG株の違いが挙げられる。BCG株が各国で培養を繰り返されているうちに変異して、有効性を失った株が使用されていた可能性が指摘されており、近年では、より元のパスツール株に近く、予防効果があるという結果を示しているBCG株を、WHOが選択収集して各国に配布している。第二に、調査を行った地域で結核がどの程度流行しているかも、調査結果に大きく影響している。例えば、チングルプットは結核の頻度が極めて高い地域であったため、ほとんどの乳幼児がワクチン接種前に結核菌と接触してしまっていたことが、BCGワクチンの効果が見られなかった理由の一つとして考えられている。このほか、環境中に生育している抗酸菌の量や、流行している結核菌の菌株の違い、ヒトの遺伝的素因など、さまざまな理由がその候補として挙げられている。

### 日本におけるBCGワクチン接種

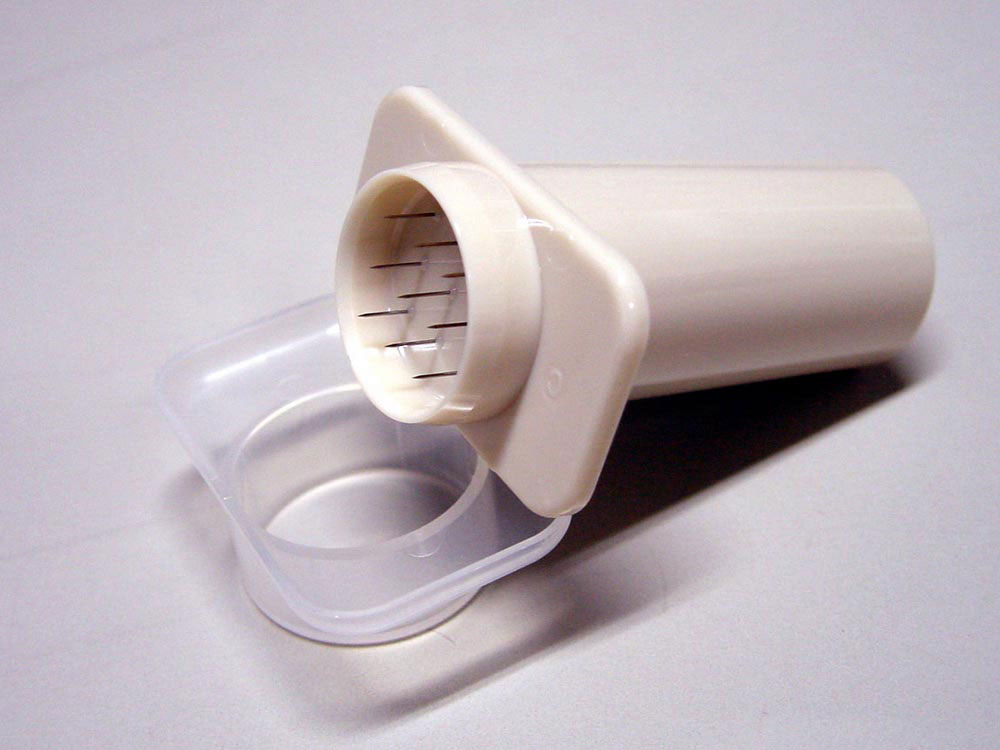
BCG接種用の管針

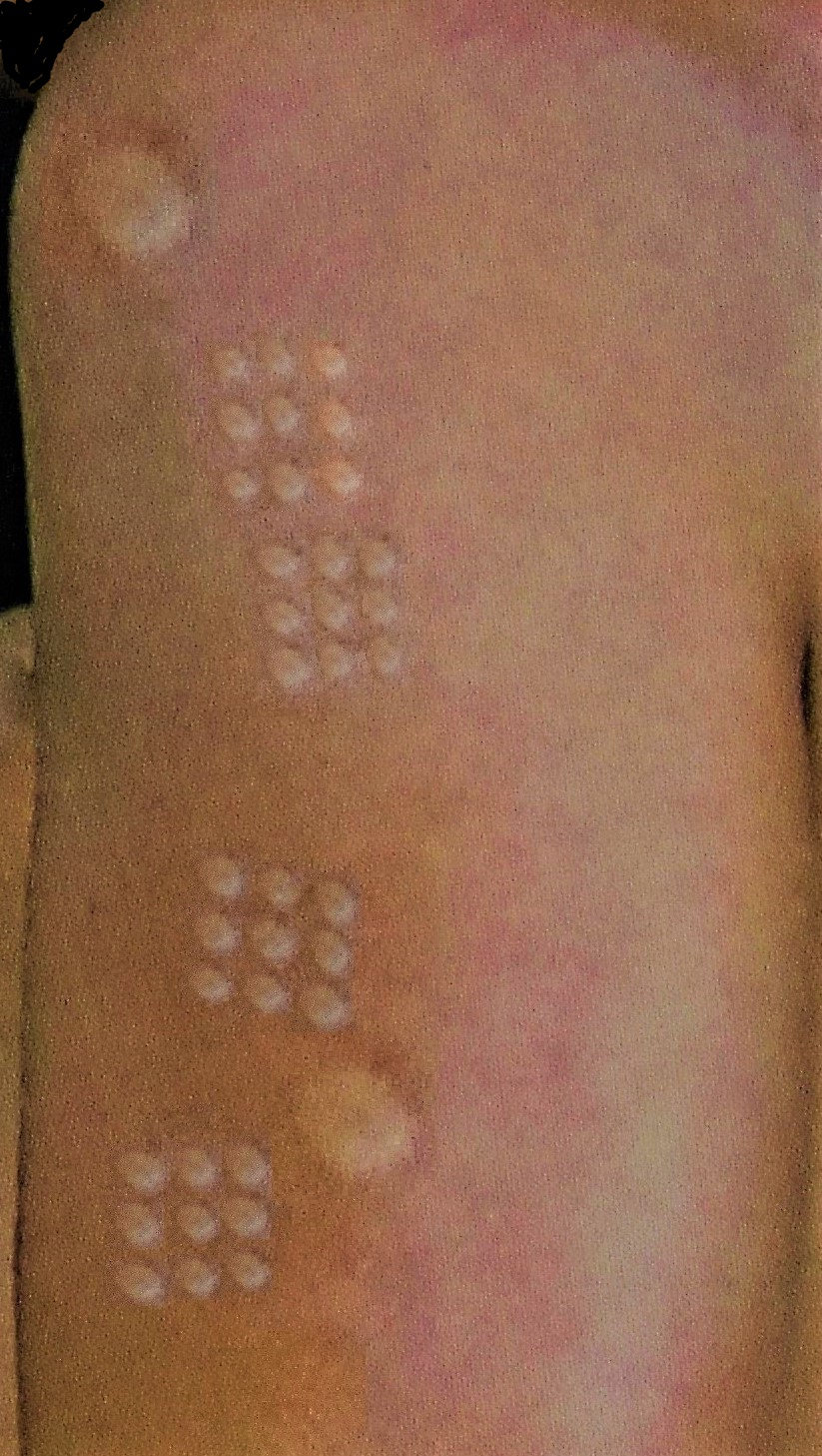
管針法接種によるBCG瘢痕。この例は1969年生まれの女性の左腕で、2回の接種を受けているので合計36個の瘢痕が残っている。幼少時に受けた接種の跡の為、成長により瘢痕同士の間隔が広がって、一辺3センチメートル程度の正方形状となっている。肩前部と上腕中央より下部の大きい瘢痕は種痘接種によるものである。予防接種法により種痘は右腕と定められていたが、稀に左腕でBCG瘢痕と混在する例がみられる。下側の18個は隣にある種痘の跡（1歳時に受けた接種痕）を避けるように前側に接種されたと推察される位置関係なので、接種の時系列を推定出来る。

1951年、結核予防法が施行となり、法律による経皮接種が開始された。ツベルクリン反応検査の皮内注射を行い、陽性以外の（陰性や疑陽性の）反応の場合、経皮接種が行われた。接種時期は、幼児期、小学生、中学生の3回であった。
ただし、BCGの定期接種を受けた者は1年後に再度ツベルクリン反応検査を実施し、免疫がついていなければ再接種という措置を採る場合が多かったので、最大で6回のBCG接種を受けたケースがある。
2005年（平成17年）の結核予防法改正により、接種時期は生後6か月未満（生後3か月以降を推奨）の1回となり、ツベルクリン反応検査なしで接種することとなった。
2014年（平成26年）の法改正により、接種時期が生後1年未満（生後5か月以降8か月未満を推奨）に変更された。予防接種法に基づいて接種される「定期予防接種（公費助成）」である。
方法としては1960年代から管針法（直径2センチメートルくらいの円の中に針が9本あるスタンプ状の管針と呼ばれる接種器を上腕部に2回押し付けて行う方法）が採用されている。接種後は接種部位が赤く腫れた状態になり、徐々に痂疲化し、やがて瘢痕化する（経過や変化する刺入部の数や程度には個人差がある）。
この瘢痕は、時間の経過とともに退縮するが、完全に消えることはなく、瘢痕が一生残ることになる。類似のデバイスを使用したBCGワクチンの皮内接種は、日本やイギリス、アメリカなどでも普及しており、局所の炎症や潰瘍を軽減する効果があるとされる。接種器の形・接種の仕方から、俗に「はんこ注射」や「スタンプ注射」などと呼ばれている。
尚、上腕上部の肩に近い部位に接種するとケロイドの発生率が非常に高くなる為、基本的に左上腕中央部に接種する事が奨励されている。
「結核発症の予防」という本来の目的とは異なるが、乳幼児が罹患する川崎病では、このBCG接種跡が発赤することが多く、確定診断の一助になっている。

## 歴史
1796年にエドワード・ジェンナーは、世界初のワクチンとなる牛痘接種を行い、ワクチンによる感染症予防の有用性が知られるようになった。この成功は、自然界に存在する牛痘ウイルスが痘瘡ウイルスに似ているが毒性の低い、一種の弱毒株であることによるものであった。効果はあったが「接種するとウシになる」など根拠のない噂が流れ、普及に時間がかかった。
1881年にはルイ・パスツールが実験室での培養によって弱毒化炭疽菌株を作り出すことに成功し、これを用いた世界初の弱毒生ワクチンが作成された。弱毒菌株を人工的に作り出すことで、弱毒菌株が自然界に存在しない感染症でもワクチンの開発が可能であることを示したものであった。
20世紀初頭、フランスのパスツール研究所の研究者であったアルベール・カルメット（Albert Calmette）とカミーユ・ゲラン（Camille Guérin）が、ヒトに対し病原性を有しないウシ型結核菌(Mycobacterium bovis)の強毒株の一つであるNocard株を13年間(231代)継代培養してBCGの元になる菌株を作製した。病原細菌では実験室で人工的に培養を繰り返す（継代培養）うちに毒性が弱くなる現象がよく観察されるが、ウシ胆汁加バレイショ培地による継代培養が行われた。その結果、作り出された菌株は元のウシ型菌より遥かに弱毒性で、ヒトに対してほとんど病原性を示さないほぼ無害なものに変化した。
| BCGの世代            | BCG株                                                                              | 利用国                                                   |
| -------------------- | ---------------------------------------------------------------------------------- | -------------------------------------------------------- |
| 第1世代（1921年）    | Russia株, 日本株, Moreau株                                                         | 旧ソ連, 日本, タイ, 台湾, パキスタン, ブラジル, カナダ等 |
| 第2世代（1925-26年） | Sweden株, Birkhaug株                                                               |                                                          |
| 第3世代（1926-31年） | Denmark株, Phipps株, Tice株, Frappier株, Pasteur株, Prague株, Glaxo株, Connaught株 | 西ヨーロッパ, メキシコ, インドネシア, 韓国, カナダ等     |

1921年にパリにおいて、母乳に混ぜて乳児に経口的に投与され、乳児結核症に対して著明な予防効果を示したことから世界的に注目され、各国に配布されて結核予防のための弱毒生菌ワクチンとして利用されるようになった。以後、国ごとに継代培養されていった結果、現存するBCGには国ごとに遺伝的な違いが生じている。
1926年にノルウェーのヨハネス・ハイムバックが皮下接種法を考案したが、皮膚に膿瘍や難治性潰瘍を形成するなど問題が多かった。1928年にスウェーデンの小児科医アルビッド・ヴァルグレンが皮内接種法を開発して成功し、接種普及に努めた。さらに安全な方法として、1930年代から経皮接種法が研究された。接種器具については各国で様々なものが使用されているが、日本の9本管針を用いる乱刺器具は、1961年朽木五郎作の考案による。
第二次世界大戦の後、その被害を大きく受けた東欧諸国を中心に、結核の世界的蔓延が危惧された。そこでデンマーク赤十字社は1947年、ポーランドやドイツなどに医療チームを派遣してBCGワクチン接種を積極的に行った。その翌年にはスウェーデン赤十字社とノルウェーのヨーロッパ救済機構が同調し、国際連合児童基金（UNICEF）がこれに基金の提供を行った。この活動に世界保健機関（WHO）と被支援国側の衛生当局が加わり、国際結核キャンペーン（ITC, International Tuberculosis Campaign）が行われ、BCGワクチン接種が世界中に広まるきっかけになった。ITCの活動は1951年にWHOに移管され、1974年には、WHOが推進する予防接種拡大計画（EPI, Expanded Programme on Immunization）のプログラムの中に、ポリオ、麻疹、破傷風、百日咳、ジフテリアに対するそれぞれのワクチンとともに、結核用予防ワクチンとしてBCGが加えられ、特に小児疾患の予防という観点から世界中に普及することになった。
日本とBCG
- 1924年：志賀潔が直接カルメットから分与された菌株（日本株）に由来する、BCG Tokyo172株が導入された。
- 1936年：大阪帝国大学医学部附属医院で看護婦、生徒に対するBCG接種試験実施。
- 1937年：日本学術振興会結核委員会がBCG予防接種を実施。日本陸海軍の軍医らも参加。
- 1942年：大政翼賛会がBCG予防接種は結核予防に大きな効果があると報告。
- 1943年：厚生省がBCG予防接種後の結核発病率の大きな減少について報告。
- 1944年：農村から都市部へ出ようとする青少年、工場などの集団生活においてツベルクリン反応で陰性の者はBCG接種の対象となる。
- 1945年：結核の最大流行を記録するがその後減少。
- 1948年：占領軍当局の指令によってすべての予防接種が全国的に禁止された。BCGも12月から接種が中止された。
- 1949年：BCGによる結核予防接種が法制化。30歳未満の人に毎年ツベルクリン反応検査を行い、BCGによる免疫が確認されなかった場合は繰り返し接種を行う。
- 1951年：近代的な「結核予防法」施行。法律による接種（皮内）小学校就学前の乳幼児を対象、毎年ツベルクリン反応陽性以外なら接種。
- 1967年：皮内接種法から管針を用いて行う現在の経皮接種法に変更。
- 1974年：BCG接種の定期化。乳幼児（4歳未満）、小学校1年生、中学校2年生の3回に定期化。
- 2005年：接種対象者が生後6ヵ月までに変更され、事前のツベルクリン反応検査を省略する直接接種となる。
- 2007年：結核予防法が感染症法に併合される。
- 2013年：接種対象者が今の生後1歳に達するまでに変更。

## 研究事例
2020年3月27日、オーストラリアの研究機関であるマードック・チルドレンズ研究所が、新型コロナウイルス感染症（COVID-19）の重症化抑制に有効かどうかを確認するため、結核予防に使われるBCGワクチンの臨床試験を行う事が報道された。
北山忍米ミシガン大学教授らの研究グループは、BCGワクチンの接種を義務付けていた国々は、義務付けていない国々と比べて、感染者数、死者数ともに増加率が有意に低いことを報告した。
一方で日本ワクチン学会は2020年4月3日に発表された声明において「『新型コロナウイルスによる感染症に対してBCGワクチンが有効ではないか』という仮説はいまだその真偽が科学的に確認されたものではなく、現時点では否定も肯定も推奨もされない」との見解を示している。
2020年4月初めにBCGワクチン取り扱い経験のない医療機関において全量皮下注射という極めて不適切な使用があり、その後副作用に至ったと4月10日に厚生労働省が公表している。